# District de Liangqing
Le district de Liangqing (良庆区 ; pinyin : Liángqìng Qū) est une subdivision administrative de la région autonome du Guangxi en Chine. Il est placé sous la juridiction de la ville-préfecture de Nanning.Sa population est de 231 922 habitants(2009).